# Честерфилд (острова)
Честерфилд (фр. Îles Chesterfield) — архипелаг на юге Тихого океана, расположенный в Коралловом море между Австралией и Новой Каледонией, к которой он политически относится. Административно входит в состав Северной провинции французской заморской территории Новая Каледония. С 1878 года архипелаг находится во владении Франции.

## География
Архипелаг имеет длину 120 км, ширину 70 км и простирается на 2300 км² территории. Острова Честерфилд состоят, в основном, из небольших, едва возвышающихся над уровнем моря 11 островов и множества рифов. На них встречается большое количество гуано. Площадь островов примерно 10 км².
Рифы Беллона находятся в 60 км юго-восточнее Честерфилда.
Архипелаг необитаем.

### Рифы Беллона
- Вест-Пойнт (West Point) 21°52′ ю. ш. 159°25′ в. д.HGЯO;
- Риф Олри (Olry Reef) 21°26′ ю. ш. 159°34′ в. д.HGЯO;
- Рифы Миддл-Беллона (Middle Bellona Reefs) 21°25′ ю. ш. 158°25′ в. д.HGЯO;
- Обсерватори-Ки (Observatory Cay) 21°24′ ю. ш. 158°51′ в. д.HGЯO;
- Риф Буби (Booby Reef) 21°01′ ю. ш. 158°34′ в. д.HGЯO;
- Риф Нортуэст-Беллона (Northwest Bellona Reef) 20°52′ ю. ш. 158°28′ в. д.HGЯO;
- Ноэл-Банк (Noel Bank) 20°32′ ю. ш. 158°34′ в. д.HGЯO.

### Мель Минерва
- Мель Минерва 20°55′ ю. ш. 159°22′ в. д.HGЯO.

### Рифы Честерфилд
- Луп (South Elbow or Loop Islet) 19°59′ ю. ш. 158°28′ в. д.HGЯO;
- Острова Анкоридж (Anchorage Islets) 19°54′ ю. ш. 158°28′ в. д.HGЯO;
- Остров Пассэдж (Passage Islet) (Bennett Islet)19°55′ ю. ш. 158°22′ в. д.HGЯO;
- Остров Лонг (Long Island) 19°53′ ю. ш. 158°19′ в. д.HGЯO.

### Острова Эйвон
- Острова Эйвон (Северо-Западный) (Avon Isles (Northwest Point)) 19°32′ ю. ш. 158°15′ в. д.HGЯO;
- Острова Эйвон (Южный) (Avon Isles (south)).

### Рифы Бамптон
- Рифы Бамптон (Bampton Reefs);
- Остров Бамптон (Bampton Island) 19°07′ ю. ш. 158°36′ в. д.HGЯO;
- Риф Норт-Бамптон (North Bampton Reef) 19°03′ ю. ш. 158°43′ в. д.HGЯO;
- Риф Нортист-Бамптон (Northeast Bampton Reef) 19°06′ ю. ш. 159°03′ в. д.HGЯO;
- Остров Ренар (Renard Island) 19°14′ ю. ш. 158°58′ в. д.HGЯO;
- Скелетон-Ки (Skeleton Cay) 19°27′ ю. ш. 158°57′ в. д.HGЯO.